# Schwarzer Montag

Der Kursverlauf des Dow Jones drei Monate vor und nach dem Schwarzen Montag

Der Schwarze Montag am 19. Oktober 1987 war der erste Börsenkrach nach dem Zweiten Weltkrieg. Er begann an der Hong Kong Stock Exchange und nach Öffnung der Börsen in Westeuropa einige Stunden später auch dort, wieder einige Stunden später an den Börsen in den USA und Kanada und dann auch in Australien und in Neuseeland.
Der Dow Jones fiel innerhalb eines Tages um 22,6 % (508 Punkte); dies ist bis heute der größte prozentuale Rückgang innerhalb eines Tages in dessen Geschichte. Bis Ende Oktober fielen die Börsenkurse in Australien um 41,8 %, in Kanada um 22,5 %, in Hongkong um 45,8 % und in Großbritannien um 26,4 %.
Der Ausdruck lehnt sich an die Bezeichnung Schwarzer Donnerstag für den New Yorker Crash vom 24. Oktober 1929 an, der die Weltwirtschaftskrise einleitete.
Auch der 8. August 2011 wird „Schwarzer Montag“ genannt. An diesem Tag entzog die Ratingagentur Standard & Poors den Vereinigten Staaten die Bonitäts-Bestnote AAA.

## Mögliche Gründe
Der Dow Jones hatte sich seit 1985 fast verdoppelt; im August 1987 mehrten sich aber Anzeichen für ein Ende der Hausse. So gelang es der Regierung unter US-Präsident Ronald Reagan nicht, die Inflation und das überbordende Handelsdefizit (1987 betrug es 152,1 Mrd. US-Dollar) in den Griff zu bekommen. Die Unsicherheit nahm zu, als die US-Notenbank zum ersten Mal seit drei Jahren den Leitzins für kurzfristige Kredite anhob. 
Der Dow Jones hatte seit seinem Hoch im August bis zum 13. Oktober 1987 in mehreren Sprüngen etwa 475 Punkte verloren.
Hinzu kamen eine zunehmende Unsicherheit auf den Devisenmärkten und ein Vertrauensverlust in den US-Dollar. Die Abwertung des Dollars im Zuge des Plaza-Abkommens schien mit dem Louvre-Abkommen im Februar 1987 zwar zunächst gestoppt, Ende September kamen in den Medien allerdings Gerüchte über einen Streit innerhalb der G7-Staaten auf. Am Freitag vor dem Börsencrash fiel der Dollarkurs abrupt auf 1,77 DM ab. Die Unsicherheit verstärkte sich durch einen Artikel in der darauf folgenden Sonntagsausgabe der New York Times, in der sich Reagans Finanzminister James Baker indirekt gegen eine weitere Stützung des Dollarkurses aussprach und damit drohte, den Dollar noch weiter sinken zu lassen, falls die Regierung unter Bundeskanzler Helmut Kohl sich im Zinsstreit nicht kompromissbereit zeige.
Zum Ausmaß des Börsencrashs trug die zunehmende Computerisierung des Börsenhandels (Computerbörse, Automatisierter Handel) bei. Seit den frühen 1980er Jahren setzten die Händler verstärkt Computer für ihre Portfoliostrategien ein und in der Regel hatten die großen Banken sehr ähnliche Systeme zur dynamischen Absicherung. Die weitgehende Automatisierung führte dazu, dass binnen kurzer Zeit, nachdem ein erster Verkaufsdruck entstanden war, die Absicherungsstrategien entweder Aktien leerverkauften (Shortselling) oder Short-Futures-Kontrakte und Put-Optionen an den Terminbörsen erwarben. Die Menge an simultan eingehenden Orders erzeugte weiteren Verkaufsdruck und es kam zu einem Kaskadeneffekt.

## Folgen
Am 20. Oktober 1987 fiel der Dow Jones zunächst weiter bis auf 1.739 Punkte, der Nikkei 225 in Japan rutschte um 14,9 Prozent (3.383 Punkte) auf 21.910 Punkte. An vielen Börsen wurde daraufhin für kurze Zeit der Handel ausgesetzt, unter anderem weil die damalige Computertechnik dem hohen Ordervolumen nicht gewachsen war. Dies gab der US-Zentralbank Zeit, Liquidität in den Markt zu pumpen und den Crash abzufedern. Zusätzlich begannen Unternehmen damit, ihre eigenen Aktien zurückzukaufen, um den Kurs zu stützen und/oder um die niedrigen Kurse als Kaufgelegenheit zu nutzen. Am Ende der Woche notierte der Dow Jones bei 1951 Punkten.
Rund 15 Monate nach dem „Schwarzen Montag“ erreichte der Dow Jones mit 2247 Punkten wieder sein Niveau vor dem Börsencrash.